# 玉野三平
玉野 三平（たまの さんぺい、1886年〈明治19年〉3月25日 - 1958年〈昭和33年〉5月2日）は、昭和時代の政治家・実業家。山口県徳山市長。

## 経歴
山口県玖珂郡玖珂村（玖珂町を経て、現岩国市玖珂町）に生まれる。1905年（明治38年）から各小学校勤務の間、1909年（明治42年）文官普通試験に合格する。1912年（大正元年）11月、山口県大島郡役所に奉職し、1919年（大正8年）6月、山口県内務部に転じ、1928年（昭和3年）6月、学務部社寺兵事課長兼知事官房主事を経て、1936年（昭和11年）4月に徳山市助役となり、1944年（昭和19年）6月まで在任した。同年9月、三菱化成工業富田工場勤務から1945年（昭和20年）9月、徳山市長に就任した。
市行政機構の改革、市庁舎の移転、徳山文化連盟（福田義人会長）の発足、徳山都市計画事業復興土地区画整理施工規程の交付など戦後の混乱期に市の再建設に尽くした。
1947年（昭和22年）3月に退任し、その後は徳山市公平委員会委員、同市教育委員会委員長、周防食糧社長などを務めた。1955年（昭和30年）10月の市制20周年の折には市政功労者表彰を受けた。 1958年（昭和33年）5月2日、胃潰瘍のため死去した。